# Place Maurice-de-Fontenay
La place Maurice-de-Fontenay est une voie située dans le quartier de Picpus du 12e arrondissement de Paris.

## Situation et accès
La place Maurice-de-Fontenay est accessible à proximité par les lignes de métro 1 à la station Reuilly-Diderot et 8 à la station Montgallet.

## Origine du nom
Elle porte le nom de l'ancien président du Conseil municipal de Paris, Maurice de Fontenay (1872-1957).

## Historique
La voie est créée dans le cadre de l'aménagement de l'îlot Saint-Éloi sous le nom provisoire de « voie AF/12 » et prend sa dénomination actuelle par arrêté du 7 avril 1972.

## Bâtiments remarquables et lieux de mémoire
- L'église Saint-Éloi donne directement sur la place.